# 屏東縣私立華洲工業家事職業學校
屏東縣私立華洲高級工業家事職業學校，簡稱華洲工商、華洲工家，於1967年核准並由郭榮祥創校。因為受到少子化的影響，該校於2019年8月起停辦。

## 校史
- 1967年4月20日校長洪水法（洪儒伯之父）創立華洲工商，教育部核准設校[5]。
- 1975年增設機工科。
- 1980年為配合國家政策，增設服裝縫製科、幼兒保育科二科。
- 1984年增設美容科。
- 1988年增設汽車修護科。
- 1990年增設資訊科。
- 1995年增設資料處理科及應用外語科（日文組）。
- 1997年為符合經濟弱勢學生及產業需求，辦理美容建教班。
- 1999年開設綜合高中並設置綜合職能班。
- 2004年增設汽車建教班。
- 2005年增設資處科、餐飲科建教班。
- 2011年增設高中部普通科。[6]

## 歷任校長
| 歷屆校長 |        |                          |              |          |
| 屆次     | 姓名   | 在職期間                 | 在職期間合計 | 異動原因 |
| 1        | 謝雄飛 | 民國56年8月至民國57年6月 | 11月         | 歿       |
| 2        | 洪水法 | 民國57年8月至民國91年7月 | 35年         | 屆齡退休 |
| 3        | 洪儒伯 | 民國91年8月至-           | -            | -        |

註：洪水法校長及洪儒柏校長為父女。

## 科系
- 美容科[7]
- 普通科[8]

## 校友

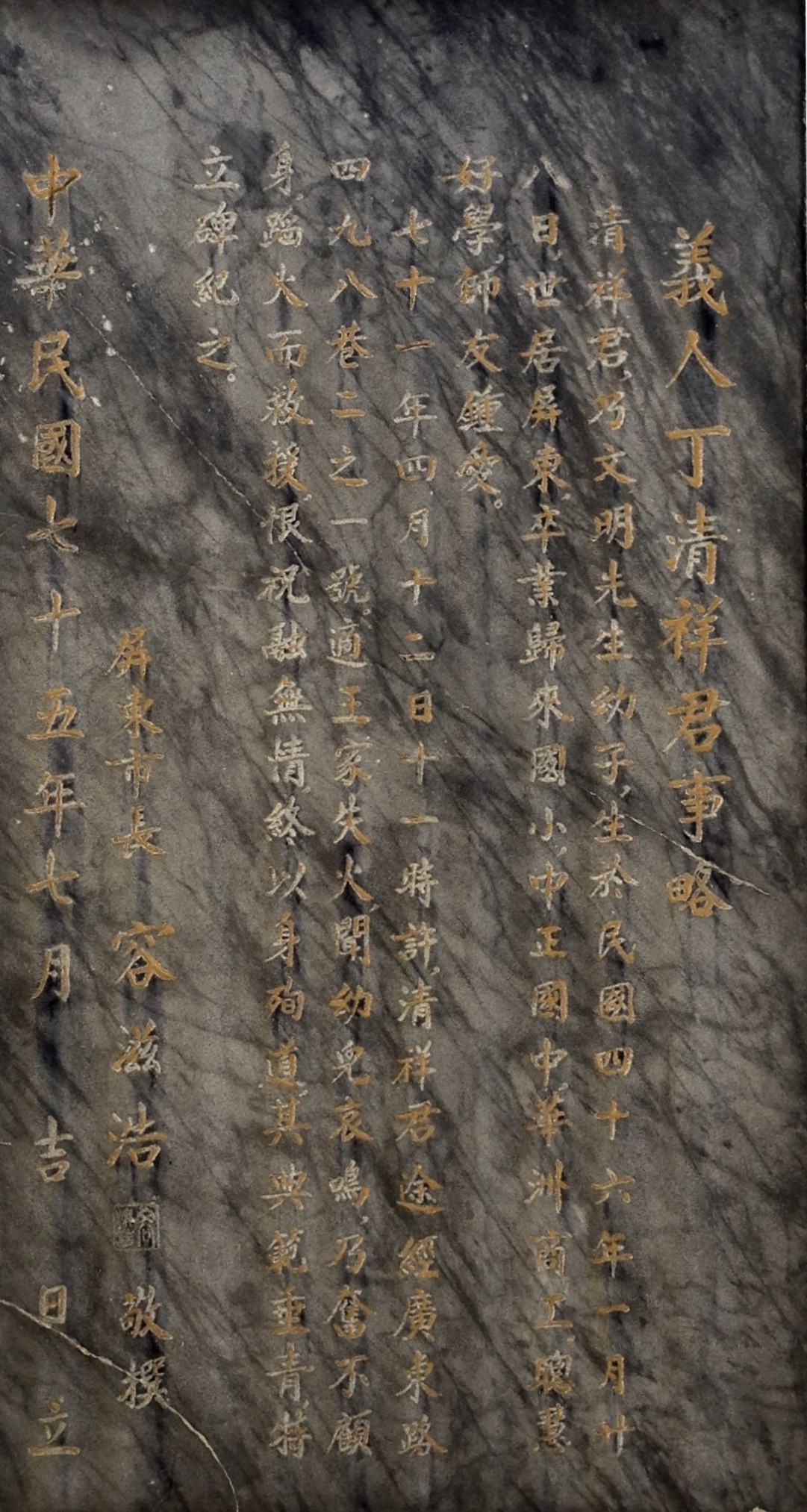
銅像座角落〈義人丁清祥君事略〉刻有丁清祥為華洲商工校友等資訊。

- 丁清祥，為救受困於火場的兒童而殉身，在屏東市立有紀念銅像。